# Кузнецов, Феликс Феодосьевич
Фе́ликс Феодо́сьевич Кузнецо́в (22 февраля 1931, д. Маныловица, Северный край — 15 октября 2016, Москва) — советский и российский литературовед, литературный критик, специалист в области истории русской и советской литературы. Член-корреспондент АН СССР с 23 декабря 1987 года по Отделению литературы и языка (литературоведение). Лауреат Государственной премии РСФСР имени М. Горького (1978).

## Биография
Родился в семье сельских учителей, выходцев из крестьян. После Великой Отечественной войны отец, Феодосий Федорович Кузнецов (1907—2003), заслуженный учитель РСФСР, долгие годы был директором Тотемской средней школы. Мать, Ульяна Ивановна (1905—1997) — учитель начальных классов. Оба окончили  Тотемское педагогическое училище.
Окончил школу с золотой медалью. Учился на экономическом факультете МГИМО (1948—1949), окончил факультет журналистики МГУ (1953, первый выпуск), затем аспирантуру там же (научный руководитель доцент Ефим Степанович Ухалов).
Член КПСС с 1958 года. В том же году по предложению С. С. Смирнова вошёл в состав редколлегии «Литературной газеты», заведовал сперва отделом критики, затем отделом литературы. В «Литературной газете» опубликовал свою программную статью «Четвёртое поколение» о молодых авторах «исповедальной прозы» — Василии Аксёнове, Анатолии Гладилине, Анатолии Кузнецове, — которых охарактеризовал как «четвёртое поколение революционеров».
После публикации в «Литературной газете» в сентябре 1961 года стихотворения Е. А. Евтушенко «Бабий Яр» Кузнецов, как заведующий отделом литературы, вызвал недовольство Д. А. Поликарпова из Отдела культуры ЦК КПСС и был переведён решением Секретариата Правления СП СССР «с понижением» на должность ответственного секретаря журнала «Знамя», где проработал около года и опубликовал (1963, № 1) статью «День, равный жизни» с положительной оценкой повести А. И. Солженицына «Один день Ивана Денисовича». С 1962 года — член Союза писателей СССР.
Автор множества статей о советской литературе. Особое внимание он уделял деревенской прозе: статьи о Василии Белове, Александре Яшине, Валентине Распутине, Викторе Астафьеве и др. Опубликованы его воспоминания о Николае Рубцове. Сын фронтовика, подростком пережив тяготы войны, он оставил воспоминания о советской деревне тех лет. Писал не раз о военной прозе, о Юрии Бондареве и других.
В 1965 году защитил кандидатскую диссертацию «Журнал „Русское слово“ в 1863—1866 гг. (к вопросу о типе и направлении издания)»; истории революционно-демократического движения в России XIX века были посвящены и многие его последующие книги. В 1970-е годы — профессор Университета дружбы народов им. Патриса Лумумбы, был заведующим кафедрой журналистики.
В 1977—1987 годы — первый секретарь правления Московской писательской организации Союза писателей СССР. В этот период, по утверждению бывшего подполковника госбезопасности Владимира Попова, был завербован Комитетом государственной безопасности в качестве агента-осведомителя.
В 1979 году защитил в качестве докторской диссертации монографию «За всё в ответе. Нравственные искания в современной прозе и методология критики».
В 1987—2004 годы — директор Института мировой литературы им. А. М. Горького РАН. «Он продиректорствовал в ИМЛИ положенные сроки, сделал хороший ремонт, привёл особняк в порядок, не заводил никаких интриг, никого не увольнял, материально сотрудникам помогал и по-человечески оставил по себе неплохую память». В эти годы сотрудникам ИМЛИ РАН удалось разыскать и приобрести рукопись романа М. А. Шолохова «Тихий Дон». Результатом работы Ф. Кузнецова с рукописью и другими текстами М. Шолохова стала его книга «„Тихий Дон“: судьба и правда великого романа». История с приобретением рукописи Шолохова для ИМЛИ была омрачена многолетним скандальным разбирательством с претендовавшим на неё журналистом Львом Колодным.
Главный редактор серии «Литературное наследство» (1989—2016). В разное время входил в состав редколлегий «Роман-газеты», «Литературной России», журналов «Вопросы литературы» и «Известия РАН. Серия литературы и языка».
Был женат на филологе Людмиле Павловне Кухтенковой (род. 1936), ранее состоявшей в браке с драматургом В. С. Поляковым. Дочери: Ольга (род.1953), кандидат филологических наук, ведущий научный сотрудник ИМЛИ РАН, Светлана (род.1962), кандидат медицинских наук, Мария (род.1970), журналист, собкор «Литературной газеты», Татьяна (род.1975), педагог.
Похоронен в Москве на Калитниковском кладбище.

## Дело «Метрополя»
В 1979 году как руководитель Московской организации Союза писателей СССР он принял активное участие в судьбе альманаха «Метрополь», участниками которого были Белла Ахмадулина, Андрей Битов, Андрей Вознесенский, Владимир Высоцкий, Фазиль Искандер и другие известные авторы (альманах был отпечатан самиздатским способом в количестве 12 экземпляров и предложен для официальной публикации с требованием не подвергать его цензуре и какой-либо редакторской правке). В Московской писательской организации «Метрополь» был размножен и отдан на прочтение писателям. 22 января состоялось расширенное заседание секретариата МО СП СССР, осудившее альманах; согласно записям, которые вёл на заседании один из авторов альманаха Евгений Попов, Кузнецов в завершение дискуссии сказал: «…прочитав альманах, видишь какое-то исчадье ада. Кампучия какая-то получается, если прочесть альманах, а не наша страна». Затем, по его предложению, было единогласно принято решение секретариата, где, в частности, говорилось:

1. Считать альманах делом недопустимым, безыдейным, низкохудожественным, противоречащим практике советской литературы по характеру подготовки, ультимативному характеру.
2. Обязать членов СП, составителей и авторов, воздержаться от действий личного или общественного характера, ведущих к раздуванию…
3. Если альманах будет напечатан за границей и составители [или] авторы совершат эти действия, поставить вопрос об исключении из СП.

Альманах действительно был опубликован за пределами СССР, после чего его участники в той или иной мере потеряли возможность печататься на Родине. На совещании «Идеологическая работа с московскими писателями» 7 мая 1979 года Кузнецов заявил:

Альманах этот, где в обилии представлены литературная безвкусица и беспомощность, серятина и пошлость, с полным единодушием осудили ведущие наши писатели и критики, по заслугам оценившие этот сборник как порнографию духа.

По воспоминаниям участвовавшего в событиях писателя Виктора Ерофеева,

«МетрОполь» оказался золотой жилой для Феликса Феодосьевича. Он стал залетать в такие кабинеты, в которых раньше и не надеялся побывать. Большой теоретик нравственности в литературе, на практике любил он, для разнообразия, поклеветать. Отец рассказывал мне, что Зимянин заявил ему при встрече, будто я собрался эмигрировать. Отец немало удивился. «Мне Кузнецов об этом сказал, — пояснил Зимянин, — ему твой сын сам признался».

«Конечно, это была война. Признанный палач „Метрополя“ Феликс Кузнецов до сих пор убежден, что „Метрополь“ — выдумка американцев, которые предложили мне её осуществить».

Один из экземпляров альманаха, библиографическую редкость, Кузнецов оставил себе, впоследствии отрицал это, но в конце концов был вынужден вернуть Евгению Попову по решению суда.

## Гражданская позиция
По мнению Феликса Кузнецова,

большой ошибкой после революции было то, что Россия отказалась от религии — того духовного скрепа, который возник на протяжении столетий

Вместе с членом-корреспондентом РАН Г. В. Мальцевым и академиками Т. М. Энеевым, Г. А. Заварзиным и Г. С. Голицыным выступил с критикой «Письма десяти академиков» по поводу клерикализации жизни страны.

## Награды и премии
- Орден Почёта (3 июня 2006 года) — за заслуги в области культуры и искусства, многолетнюю плодотворную работу[21].
- Медаль Пушкина (4 июня 1999 года) — в ознаменование 200-летия со дня рождения А. С. Пушкина, за заслуги в области культуры, просвещения, литературы и искусства[22]
- Медаль «В память 850-летия Москвы» (1997).
- Орден Октябрьской Революции (1984).
- Орден Трудового Красного Знамени (1981).
- Государственная премия РСФСР имени М. Горького (1978) — за книгу «Перекличка эпох».
- Премия Ленинского комсомола (1981) — за работы по эстетическому воспитанию юношества.